# 伊朗工人共产党—赫克马特主义
伊朗工人共产党—赫克马特主义（波斯語：حزب کمونیست کارگری ایران-حکمتیست）是伊朗的一个激进左翼反对派政党，一直处于流亡状态。该党成立于2004年，分裂自伊朗工人共产党。该党的意识形态是马克思主义、工人共产主义（伊朗工人共产党创始人曼苏尔·赫克马特提出的一种政治理论）。